# The Innocent (banda)
The Innocent foi a banda que Trent Reznor do Nine Inch Nails tocou após deixar Option 30. ele então seguiu para o Exotic Birds antes de criar sua própria banda, Nine Inch Nails. O único álbum da banda foi lançado na regional Red Label Records. Os outros membros eram Alan Greenblatt (como Alan Greene), Kevin Valentine, Rodney Cajka (como Rodney Psyka) e Albritton McClain.

## Livin' in the Street (1985)
1. "Livin' in the Street" – 3:47
2. "Freeway Ride" – 4:08
3. "Dora" – 4:41
4. "With You" – 3:50
5. "Heartzone" – 4:57
6. "Top Secret" – 4:01
7. "Love'll Come Knockin'" – 4:39
8. "Back in My Life" – 4:10
9. "Queen of the Border" – 4:42
10. "The Names Have Been Changed" – 3:43